# For all the innocence
『For all the innocence』は日本のインストゥルメンタル・ロックバンド、LITEの3枚目のアルバムである。
BOOM BOOM SATELLITES/DJ BAKUなどを手掛けるの三浦カオル氏をエンジニア/共同プロデューサーに迎えた、3rdアルバム。シンセサイザー、パーカッションを導入したサウンドをより進化させ、音をシンフォニックに重ねて行き、ダイナミックなハーモニーと緻密なリズムからなる新機軸サウンドは、今までのLITEサウンドの定義の超越に成功し、オーバーグラウンドとアンダーグラウンドを超越したアヴァン・ロックという形で提示した。

## 収録曲
01． Another World
02． Red Horse in Blue
03． Rabbit
04． Pelican Watched As The Sun Sank
05． Rebirth
06． Pirates and Parakeets
07． Chameleon Eyes
08． Cat Cat Cat
09． Duck Follows an Eccentric
10． 7day Cicada
11． Mute Whale 